# Cesuola
Cesuola è un quartiere della città di Cesena. 
Prende il nome dall'omonimo torrente che lo attraversa, dalle colline a sud della città fino alla "Portaccia" di via Cavallotti. 
Si estende su una superficie di 13,32 km², confinando a nord-ovest con il quartiere Centro Urbano, a nord-est con il Fiorenzuola, a ovest con l'Oltre Savio e a est con il Rubicone. 
La popolazione è di 5 262 abitanti. Il territorio comprende le zone urbane Osservanza e Ponte Abbadesse, e le località rurali Celincordia, Rio Eremo, San Demetrio, Acquarola, Diolaguardia, Montereale e Oriola.
All'interno del quartiere  è posto il commissariato di Polizia di Cesena (in zona Osservanza) e il Cimitero monumentale (Ponte Abbadesse).

## Storia
Questa area cittadina fu quella più importante fin dal Medioevo per quanto riguardava le attività produttive. La contrada medievale era nominata Talamello. Il torrente Cesuola, attraversando la città, permetteva «l'utilizzo dell'acqua ai tintori, ai conciatori di pelle, ai macellai, ai pescivendoli - fu popolata da un fitto insediamento di botteghe e di luoghi di lavoro, che intervenne in profondità sull'ambiente». Già nella seconda metà del Quattrocento un tintore modificò il corso del fiume per proprie necessità operative.